# Scleroptila
Genre
Scleroptila est un genre d'oiseaux de la famille des Phasianidae.

## Liste d'espèces
Selon la classification de référence du Congrès ornithologique international (version 14.2, 2024) :
- Scleroptila streptophora (Ogilvie-Grant, 1891) – Francolin à collier
- Scleroptila levaillantii (Valenciennes, 1825) – Francolin de Levaillant
- Scleroptila finschi (Bocage, 1881) – Francolin de Finsch
- Scleroptila psilolaema (G.R. Gray, 1867) – Francolin montagnard
- Scleroptila elgonensis (Ogilvie-Grant, 1891) – Francolin de l'Elgon
- Scleroptila afra (Latham, 1790) – Francolin à ailes grises
- Scleroptila gutturalis (Rüppel, 1835) – Francolin d'Archer
- Scleroptila shelleyi (Ogilvie-Grant, 1890) – Francolin de Shelley
- Scleroptila whytei (Ogilvie-Grant, 1890) – Francolin de Shelley (Neumann, 1908) – Francolin de Whyte

## Répartition
Les espèces de ce genre se rencontrent en Afrique subsaharienne.